# Качурин, Вячеслав Тимофеевич
Вячеслав Тимофеевич Качурин (род. 20 января 1942) — писатель.

## Биография
Родился 20 января 1942 в селе Бык Саратовской области России в семье военнослужащего.
С раннего детства объездил страну вдоль и поперёк.
После школы учился сначала в пединституте в Комсомольске-на-Амуре, потом в Николаевском педагогическом институте на физико-математическом факультете.
Окончив институт в 1964 году, работал в степном Крыму, в Еланецком районе Николаевской области.
В эти годы публикует первые стихи в местной прессе. Демобилизовавшись после службы в армии, В. Качурин поступил на работу в вечернюю школу арктической китобойной флотилии «Советская Украина».
В качестве преподавателя физики и математики совершил несколько рейсов в Антарктиду, а потом работал директором школы на промысловой базе «Восток».
В это время выходят первые сборники стихов, первые авторские песни, записанные и перезаписанные моряками на магнитофоны.
С 1975 года член Союза писателей СССР.
Всего у писателя вышло 13 книг, в том числе 5 сборников для детей.
Сейчас Вячеслав Тимофеевич активно выступает с концертами авторских песен перед студентами, школьниками, воинами, на предприятиях и в организациях.
Руководит литературным объединением.
С 2000 г. возглавляет Николаевское отделение Национального союза писателей Украины.
Для творчества поэта характерно слияние его биографии со стихами.
Служба в армии, работа в школе, плавание на промысловых судах, поездки на БАМ, в разрушенную землетрясением Армению — все это нашло отражение в стихах.
Своих героев автор ищет среди простых, незаметных на первый взгляд людей.
В последние годы в творчестве поэта стали преобладать публицистические ноты.
Тема родного города Николаева звучит во многих стихах В. Качурина.
Это стихотворения «Дорога домой», «Морская судьба», «На берегу лимана», «Новый квартал», «Журавли» и др.
В данную памятку включены книги поэта, публикации в сборниках. Стихи и материалы о творчестве поэта из периодических изданий включены только с 1990 года.

## Произведения
Книги
- Март: Стихи // Горизонт. — Одеса, 1968. — С. 51.
- Берег волны: Стихи. — Одесса: Маяк, 1974. — 74 с.
- Весенние стихи // Родники: Альманах. Вып. 4. — М.: Мол. гвардия. 1976. — С. 126-128.
- Там, где полюс недалек. — К: Веселка, 1978. — 32 с.
- Реквием: Стихи // Солдати мира. — К., 1978. — С. 73, 166.
- Работа: Стихи // Дніпрові райдуги: Антологія молодої поезії України. — К., 1978. — С. 201-204.
- Признание: Стихи. — К.: Молодь, 1978. — 72 с.
- Открытый океан: Стихи. — Одесса: Маяк, 1979. — 71 с.
- Стихи // Родники: Проза, стихи. — Одесса, 1980. — С. 166-168.
- Стихи // Від заводського причалу: Поезії. — Одеса, 1981. — С. 85-88.
- Перо альбатроса. — К.: Веселка, 1981. — 32 с.
- Берег вселенной: Стихи. — К.: Молодь,1982. — 72 с.
- Адрес надежды: Стихи. — Одесса: Маяк, 1983. — 79 с.
- Учебная тревога: Стихи. — К.: Веселка, 1984. — 16 с.
- Знакомая береза // Квітни, земле моя!. — Одеса, 1985. — С. 95.
- Вірші / Пер. з рос. // Крила нашої весни: Поезії. — Одеса, 1985. — С. 203-206.
- Ощущение времени: Стихи. — Одесса: Маяк, 1986. — 22 с.
- Волшебные рельсы: Стихи. — К.: Веселка, 1987. — 36 с.
- Главный праздник: Стихи для млад. шк. возраста. — Одесса: Маяк, 1988. — 35 с.
- Пора, капитан: Стихи // Голоси гір та степів: Поезії. — Одеса, 1987. — С. 162—168.
- Микрорайон: Стихи // Вітер з лиману: Поезії. — Одеса, 1988. — С. 202-204.
- Дорога за город: Стихотворения. — Одесса: Маяк, 1990. — 94 с.
- Отчий край: Стихи // В волнах века: Альманах. — Николаев, 1997. — С. 67-69.
- Корабельная юность моя: Стихи // На стапелях поэзии. — Николаев, 1999. — С. 10-34.
- Ходовые испытания: Стихи и авт. песни. — Николаев: Суперполиграфия, 2000. — 160 с.: ил.
- Грани души: Альманах (из цикла книг литобъединения «Стапель» при ГАХК «Черноморский судостроительный завод») / Сост. В. Т. Качурин. — Николаев: Типография ЧСЗ, 2001. — 139 с.
- Линия судьбы: (Стихотворения и авторские песни разных лет). — Николаев: Атолл, 2002. — 259 с.: ил.
- Стихи // Література рідного краю: Письменники Миколаївщини: Посібник -хрестоматія / Ред. Н. М. Огренич. — Миколаїв, 2003. — С.173-177.
- Душа обязана трудиться // Миколаївський оберіг. — Миколаїв, 2004. — С. 112-115.
- Я буду космонавтом: Стихи для младшего и среднего школьного возраста. — Николаев, 2005. — 48 с.: ил.

### Публикации в периодических изданиях
- О чем жалеть?: Стихи // Южная правда. — 1990. — 26 янв.
- Перед развязкой: Стихи // Ленінське плем’я. — 1990. — 6 трав.
- Ожившие легенды: Стихи // Ленінське плем’я. — 1990. — 22 серп.
- Своя звезда: Стихи // Ленінське плем’я. — 1990. — 25 листоп.
- Звездные профессии: Стихи // Молодь Миколаївщини. — 1991. — 9 лют.
- Воспоминания, связанные с тишиной: Стихи // Радуга. — 1991. — № 8. — С. 7.
- Из разных лет: Стихи // Радянське Прибужжя. — 1992. — 18 січ.
- Встреча: Стихи // Южная правда. — 1992. — 23 янв.
- Родина: Стихи // Вечерний Николаев. — 1992. — 21 янв.
- Новые песни // Южная правда. — 1995. — 17 июня.
- Дождь над «царским селом» // Вечерний Николаев. — 1995. — 7 окт.
- Мне — гитара, а вам -«мерседес»: Стихи // Николаевские новости. — 1996. − 28 марта.
- Сердце жаждет полета: Стихи // Южная правда. — 2001. — 19 янв.
- Стихи // Рідне Прибужжя. — 2002. — 19 січ.
- Я время собираю по мгновеньям: Стихи // Вечерний Николаев. — 2002. — 19 янв.
- Стихи // Южная правда. — 2004. — 2 сент. — С. 5.
- В неволе: Стихи // Klio. — 2005. — № 1. — С. 76.
- От точки зрения — к точке отсчета: Стихи // Klio. — 2005. — № 2. — С. 77.
- Поиски виноватых: Стихи // Южная правда. — 2005. — 21 июля. — С. 5.
- «Пою мое Отечество…»: Стихи // Автограф. Век ХХІ. — 2006. — № 2. — С. 37.
- Неделя во Франции: Стихи // Рідне Прибужжя. — 2007. — 20 січ. — С. 3.
- Стихи // Южная правда. — 2007. — 20 янв. — С. 3.

### О жизни и творчестве В.Качурина
- Вячеслав Качурін: Біограф. довідка // Література рідного краю: Письменники Миколаївщини: Посібник-хрестоматія / Ред. Н. М. Огренич. — Миколаїв, 2003. — C. 172—173.
- Вячеслав Качурин: Биограф. справка // Миколаївський оберіг. — Миколаїв, 2004. — С. 183.
- Вячеслав Качурин // Южная правда. — 2004. — 2 сент. — С.5.
- Качурін В. Т.: [Біогр.довідка] // Письменники Радянської України. — К., 1988. — С. 263.
- Качурін В. Т.: [Біогр.довідка] // Письменники України.- Дніпропетровськ, 1996. — С. 117.
- Качурін В. Т.: [Біогр.довідка ] // Укр. літ. енциклопедія. — К., 1990. — Т.2. — С. 435.
- Качурин В. Т.: [Биогр.справка] // Николаевцы: Энцикл. словарь. — Николаев, 1999. — С. 163.
- Виноградова А. За правду беспристрастно // Вечерний Николаев. — 1991. — 25 апр.
- Душа не приемлет покоя // Южная правда. — 1992. — 23 янв.
- Евгеньев Е. «Ходовые испытания» В. Качурина // Вечерний Николаев. — 2000. − 10 окт.
- Заричный В. Вячеслав Качурин — руководитель писательской организации // Южная правда. — 2000. — 5 февр. — С. 2.
- Золотой юбилей Вячеслава Качурина // Вечерний Николаев. — 1992. — 21 янв.
- Качурин В. Т. Нужна ли нам литература // Вечерний Николаев. — 2004. — 16 окт. — С. 4.
- Качурин В. Т. Слово про слово крилате: Бесіда з головою Миколаїв. обл. організації НСПУ В. Качуріним // Рідне Прибужжя. — 2004. — 27 лип. — С. 4.
- Креминь Д. Седой бард с гитарой // Южная правда. — 2007. — 20 янв. — С. 3.
- Кремінь Д. Адреси надії // Радянське Прибужжя. — 1992. — 18 січ.
- Кремінь Д. Вячеславу Качурину — 50 // Літературна Україна. — 1992. — 2 квіт.
- Кремінь Д. На берегу океана // Рідне Прибужжя. — 2002. — 19 січ.
- Маляров А. Величальная коллеге // Вечерний Николаев. — 2007. — 20 янв. — С. 3.
- Маляров А. Уроки поэзии // Новый горожанин. — 2000. — № 10-11. — С. 20.
- Марущак В. Відкритий океан // Рідне Прибужжя. — 2007. — 20 січ. — С. 3.
- Мирошниченко Е. Между морем и тобой // Южная правда. — 2000. — 14 нояб.
- Мирошниченко Е. Г. «Между морем и тобой» // Мирошниченко Е. Г. Время и бремя культуры: Публицистические заметки, статьи, литературная критика. — Николаев, 2003. — С. 41-44.
- Сипко Л. Проблема: природа и человек // Радуга. — 1990. — № 9. — С. 86-93.
- «Я побываю на Венере, я полетаю над луной…» // Вечерний Николаев. — 2005. — 19 нояб. — С. 3.
- Январев Э. Радость узнавания // Южная правда. — 1990. — 8 мая.